# Dianthus androsaceus
Dianthus androsaceus  är en nejlikväxt som först beskrevs av Pierre Edmond Boissier och Heldr., och fick sitt nu gällande namn av August von Hayek.

## Beskrivning
Dianthus androsaceus ingår i släktet nejlikor, och familjen nejlikväxter.
Inga underarter finns listade i Catalogue of Life.

## Etymologi
- Släktenamnet Dianthus härleds från grekiska Διός, Dios (ett alternativt namn till guden Zeus) och ἀνθός, anthos = blomma. Betydelsen blir sålunda Zeus blomma. I överförd bemärkelse kan det även förstås som gudomlig blomma.

Detta var ett namn, som användes för en växt i antiken, redan 300 år före vår tideräkning.